# Закрай (Блоке)
Закрай (словен. Zakraj) — поселення в общині Блоке, Регіон Нотрансько-крашка, Словенія. Висота над рівнем моря: 774,9 м.